# Christiane Frenette
Pour les articles homonymes, voir Frenette.
Christiane Frenette, née le 18 novembre 1954 au Québec, est une poète, romancière et nouvelliste québécoise.

## Biographie
Née au Québec le 18 novembre 1954, Christiane Frenette obtient une maîtrise en littérature québécoise de l'Université Laval. Poète, romancière et nouvelliste, elle enseigne la littérature au Collège de Lévis-Lauzon.
Christiane Frenette a publié cinq recueil de poésie : Indigo nuit (Éditions Leméac, 1986), Cérémonie mémoire (Écrits des Forges, 1988), Le ciel s'arrête quelque part, (Écrits des Forges, 1991), Les fatigues du dimanche (Éditions du Noroît, 1997) ainsi que Territoires occupés (Le Lézard amoureux, 2007),,.
Elle fait également paraître trois romans ainsi qu'un recueil de nouvelles : La terre ferme (Boréal, 1997), La nuit entière (Boréal, 2000), Après la nuit rouge (Boréal, 2005) ainsi que Celle qui marche sur du verre (Boréal, 2002),,,.

Dans le journal Le Soleil, Benny Vigneault présente l’œuvre de Christiane Frenette ainsi : 
Avec le regard sensible et tendre qu'elle porte sur ses semblables dans ses œuvres de fiction, de même que par son écriture souple, puissante et imagée, Christiane Frenette se situe sans aucun doute parmi les meilleurs écrivains québécois, toutes époques confondues. 
Ses œuvres lui ont valu plusieurs prix dont le Prix Octave-Crémazie (Indigo nuit, 1986) ainsi que le Prix du gouverneur général du Canada dans la catégorie «roman et nouvelles» ( La Terre ferme, 1998).
Elle est membre de l'Union des écrivaines et des écrivains québécois.

## Œuvres

### Poésie
- Indigo nuit, Montréal, Éditions Leméac, 1986, 60 p.  (ISBN 2760910261)
- Cérémonie mémoire, Trois-Rivières, Écrits des Forges, 1988, 56 p.  (ISBN 2890461505)
- Le ciel s'arrête quelque part, Trois-Rivières, Écrits des Forges, 1991, 62 p.  (ISBN 2890462315)
- Les fatigues du dimanche, Montréal, Éditions du Noroît, 1997, 76 p.  (ISBN 2-89018-374-2)
- Territoires occupés, Montréal, Le Lézard amoureux, 2007, 88 p.  (ISBN 978-2-923398-09-9)

### Romans
- La terre ferme, Montréal, Boréal, 1997, 145 p.  (ISBN 2-89052-844-8)
- La nuit entière, Montréal, Boréal, 2000, 182 p.  (ISBN 2-7646-0031-3)
- Après la nuit rouge, Montréal, Boréal, 2005, 167 p.  (ISBN 2-7646-0364-9)

### Nouvelles
- Celle qui marche sur du verre, Montréal, Boréal, 2002, 144 p.  (ISBN 2764601980 et 9782764601983)

### Collectifs
- Rose, Collaboration spéciale, Éd. limitée à 65 ex., Lévis, Le Collectif, 2003, n.p.
- Le corps collectionneur, sous la dir. de Michel Lagacé, avec des textes de Louis Caron, Gilles Tibo, Denise Desautels, Élisabeth Vonarburg, Jean Royer, Micheline La France, André Gervais, Christiane Frenette, Annie Molin Vasseur, Réginald Hamel, Marc Lesage ainsi que Charles Guilbert, Montréal, Les Heures bleues, 2002, 111 p.  (ISBN 2-922265-14-5 et 9782922265149)

### Traductions
- Terra firma = La terre ferme, Traduction par Sheila Fischman, Duvegan, Ontario, Cormorant Books, 1999, 134 p.  (ISBN 1-896951-18-X)
- The whole night through = La nuit entière, Traduction par Sheila Fischman, Ontario, Cormorant Books, 2004, 189 p.  (ISBN 1-896951-59-7)
- The woman who walks on glass = Celle qui marche sur du verre, Traduction par Sheila Fischman, Ontario, Cormorant Books, 2007, 145 p. (ISBN 978-1-897151-15-0)
- After the red night = Après la nuit rouge, Traduction par Sheila Fischman, Ontario, Cormorant Books, 2009, 161 p.  (ISBN 978-1-897151-14-3)

## Prix et honneurs
- 1986 - Récipiendaire : Prix Octave-Crémazie (Pour Indigo nuit)[9]
- 1998 - Récipiendaire : Prix du Gouverneur général du Canada dans la catégorie «roman et nouvelles» (Pour La Terre ferme)[10],[8]
- 2003 - Récipiendaire : Prix littéraire Adrienne-Choquette (Pour celle qui marche sur du verre)[11],[12]
- 2006 - Récipiendaire : Prix littéraire ville de Québec / Salon international du livre de Québec (Pour Après la nuit rouge)[13],[14]
- 2006 - Finaliste : Prix littéraire des collégiens (Pour Après la nuit rouge)[15]